# Satellite berger

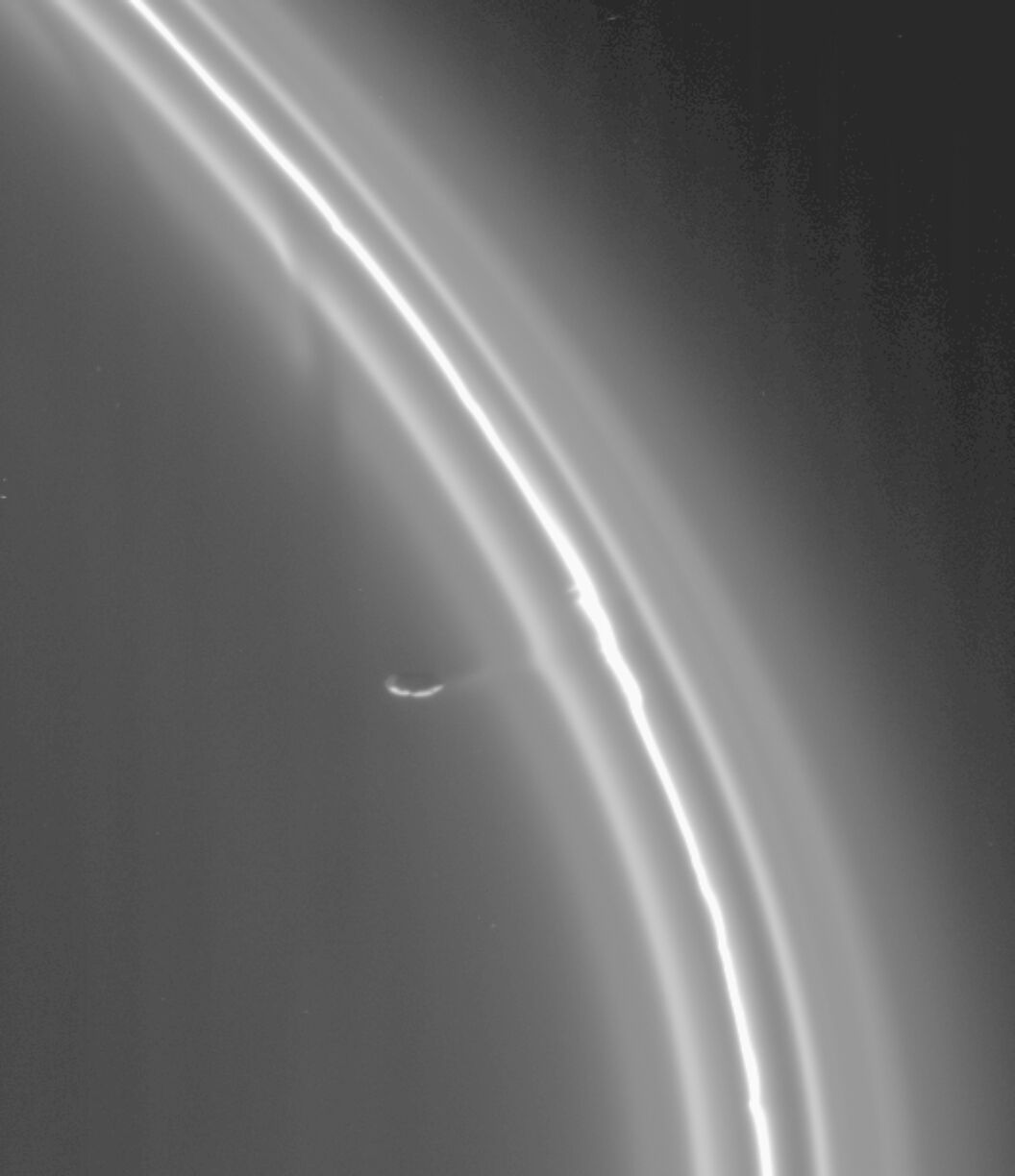
Vue du satellite berger Prométhée présentant un transfert de matière des anneaux de Saturne à celui-ci.

Un satellite berger est, en mécanique céleste, un satellite naturel d'une planète qui limite l'étendue d'un anneau de cette dernière. Typiquement, un satellite berger est un corps d'une taille modeste orbitant à proximité des bords d'un anneau. La gravité engendrée par le satellite confine l'anneau et en délimite un bord précis. En effet, les matériaux qui s'en éloignent sont soit renvoyés dans l'anneau, soit éjectés de celui-ci, soit encore intégrés à la lune.

## Définition
Le terme « berger » décrit une lune qui limite l'étendue d'un anneau planétaire grâce à l'effet de ses forces gravitationnelles. Physiquement, les satellites bergers ne se distinguent pas des autres satellites naturels. La seule chose qui les définit est l'effet qu'ils produisent près d'un anneau planétaire.

## Effets

Les effets de Pandore et Prométhée sur l'anneau F de Saturne.

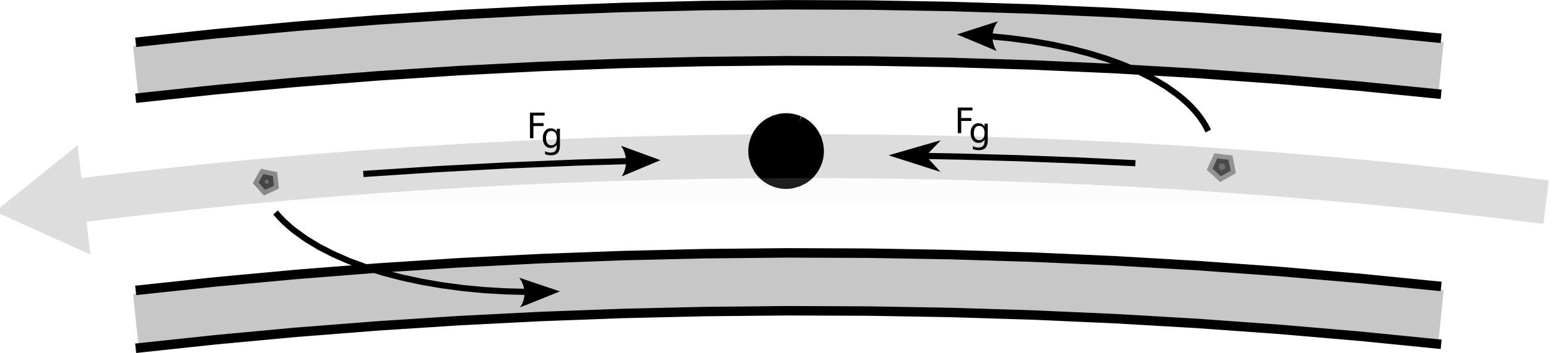
Le satellite berger peut accélérer ou décélérer les particules. Celles accélérées se retrouvent sur des orbites supérieures et celles décélérées, sur des orbites inférieures.

Un satellite berger peut exercer trois types d'effets sur des particules : 
- la lune « aspire » la poussière et les débris qui s'échappent de l'anneau, et fusionne avec ceux-ci ;
- l'influence gravitationnelle de la lune accélère les particules, ce qui a pour effet de les pousser vers une orbite supérieure, puis de les ramener dans l'anneau. Cela arrive généralement avec un satellite berger se trouvant à l'intérieur d'un anneau ;
- l'influence gravitationnelle de la lune ralentit les particules, ce qui a pour effet de les pousser vers une orbite inférieure, puis de les ramener dans l'anneau. Cela arrive généralement avec un satellite berger se trouvant à l'extérieur d'un anneau.

Certains satellites bergers travaillent de pair, l'un se situant à l'intérieur de l'anneau, le second à l'extérieur. Leurs effets combinés permettent aux anneaux de demeurer étroits. Chaque fois que le gardien à l'intérieur d'un anneau ajoute de la vélocité à celui-ci, il perd de l'énergie et la hauteur de son orbite diminue. Au contraire, le gardien à l'extérieur gagne la même quantité d'énergie et son orbite devient plus élevée. Les estimations mathématiques prédisent qu'une distance entre 80 et 200 km entre deux bergers est suffisante pour contenir les particules errantes en place dans un anneau.

## Découverte

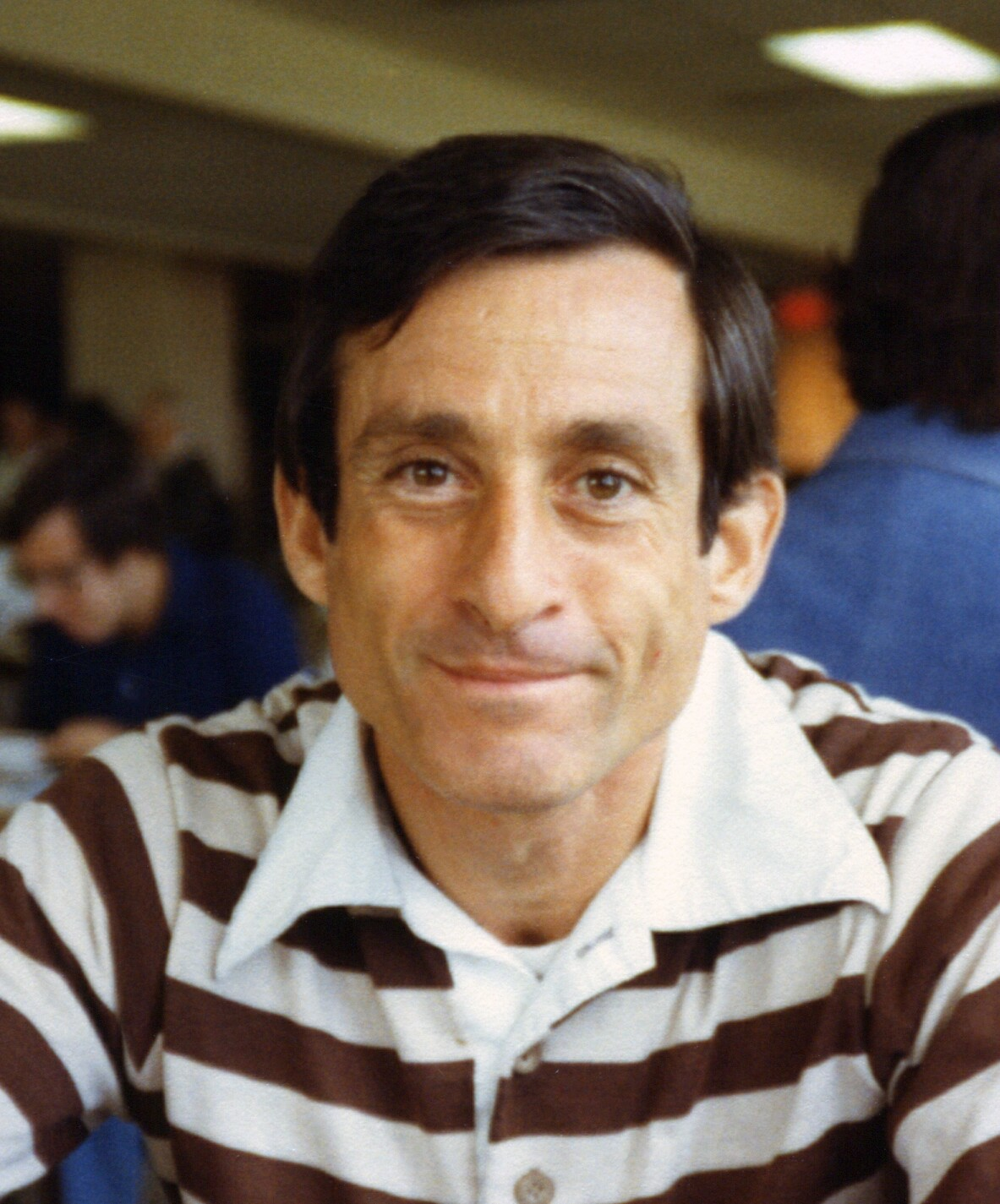
L'astronome Peter Goldreich.

La découverte des satellites bergers provient de l'observation des anneaux d'Uranus effectuée en 1977. Celle-ci a mis en évidence que les anneaux sont très étroits et que leurs bords sont très bien définis. Deux astronomes, Peter Goldreich et Scott Tremaine, ont par la suite proposé un mécanisme tentant d'expliquer pourquoi les particules demeuraient en place au lieu de s'étendre dans l'espace. Ils ont alors émis l'hypothèse de deux lunes exerçant des effets contraires. Pour confirmer leur thèse, ils comptaient attendre le passage de la sonde Voyager 1 près des anneaux d'Uranus. C'est finalement le passage de Voyager 2 près des anneaux de Saturne qui a confirmé leur hypothèse.

## Principaux satellites bergers

### Saturne
Depuis son arrivée près de Saturne en 2004, la sonde spatiale Cassini a permis de mieux comprendre le phénomène des satellites bergers grâce à ses photographies.

#### Pan

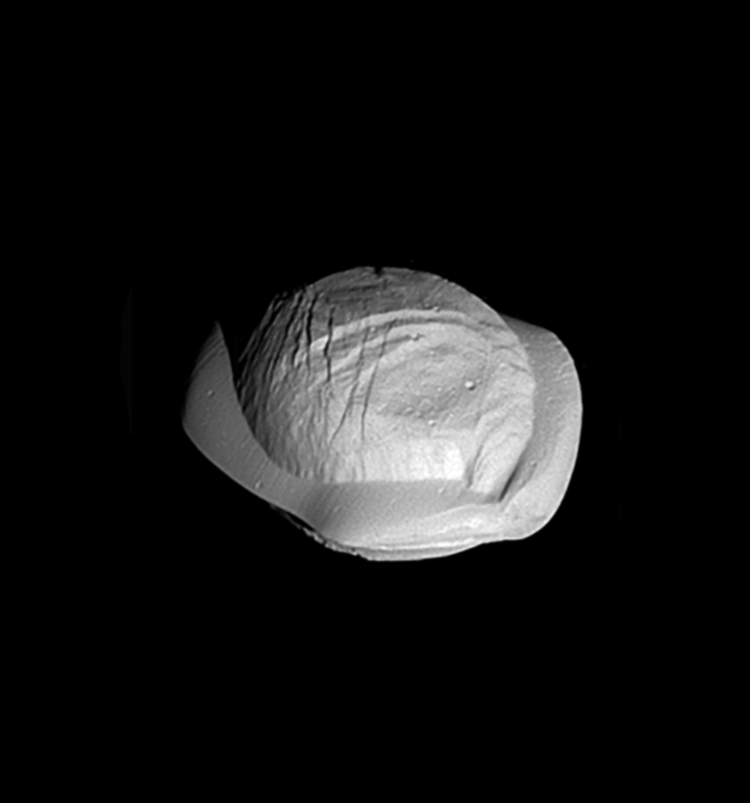
Pan, satellite berger de Saturne.

Pan se situe dans la division d'Encke. Cette lune a été découverte par Mark R. Showalter en 1981. Elle possède une forme spéciale, semblable à celle d'un ravioli ou encore d'une soucoupe volante. Le satellite ratisse régulièrement l'espace qui limite les anneaux et provoque ainsi des ondulations dans ceux-ci. Le rayon moyen de Pan est de 14,1 km et sa masse de 4,94 × 1015 kg,.

#### Daphnis
Daphnis se situe dans la division de Keeler, qu'elle aurait créée par ses effets,. Elle a une forme de toupie. Découverte par l'équipe scientifique d'imagerie de Cassini en 2005, elle engendre des vagues dans les anneaux et est même surnommée la « lune faiseuse de vague » par la NASA. Elle produit à la fois des ondes verticales et horizontales et son effet est assez important, malgré le fait qu'elle soit petite. Daphnis a un rayon moyen de 4 km et une masse de 7,793 1 × 1013 kg,. Elle se situe dans une ouverture d'environ 42 kilomètres de largeur, assez étroite considérant le diamètre du satellite.

#### Atlas
Berger externe de l'anneau A, Atlas a été découvert par Richard J. Terrile en 1980. Les particules environnantes sont soumises à son effet gravitationnel. Atlas ressemble à une soucoupe volante possédant une large dorsale équatoriale. Son rayon moyen est de 15,1 km et sa masse est de 6,59 × 1015 kg,.

#### Pandore
Pandore est le satellite berger de l'anneau F externe. Le satellite a été découvert par Stewart A. Collins en 1980. Sa surface est recouverte de cratères et il ne possède aucune falaise ou vallée visible. Son rayon moyen est de 40,7 km et sa masse est de 1,384 8 × 1017 kg,.

#### Prométhée
Prométhée est le satellite berger de l'anneau F interne. Découvert en 1980 par Stewart A. Collins et D. Carlson, il présente de nombreuses vallées et falaises à sa surface. Prométhée possède aussi des cratères, cependant en proportion beaucoup moins importante que celle de Pandora. Son rayon moyen est de 43,1 km et une masse de 160,95 × 1015 kg,.

### Uranus
Uranus a été étudiée notamment par la sonde Voyager 2, qui a collecté des images de celle-ci ainsi que de ses satellites. Bien qu'elle ait découvert plusieurs lunes situées près de ses anneaux, il n'est pas possible de déterminer s'il s'agit de satellites bergers car elles sont trop petites pour qu'on puisse en observer les effets.

#### Cordélia
Cordélia est un le satellite gardien de l'anneau Epsilon interne, il a été découvert par Richard J. Terrile en 1986. Son rayon est de 20,1 km et sa masse est de 4,5 × 1016 kg.

#### Ophélie
Également découvert par Richard J. Terrile, Ophélie est le satellite gardien de l'anneau Epsilon externe. Son rayon est de 21,4 km et sa masse est de 53,95 × 1015 kg,.

## Les paires de satellites bergers

### Pandora et Prométhée

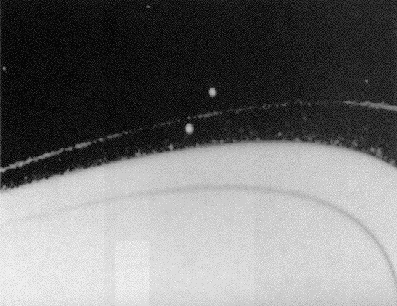
Les satellites Pandore et Prométhée.

En vertu de la troisième loi de Kepler, la vitesse orbitale de Prométhée est supérieure à celle des fragments qui composent l'anneau F. Par son influence gravitationnelle, Prométhée transfère de l'énergie aux fragments, ce qui a tendance à les déplacer vers une orbite supérieure. Mais, de l'autre côté, Pandora gravite moins vite que les fragments de l'anneau F, ce qui a tendance à leur soutirer de l'énergie, et à les faire retomber vers Saturne. Les effets combinés de Prométhée et de Pandora maintiennent ainsi les fragments de l'anneau F au sein d'une fourchette très étroite de rayon orbitaux.

### Cordelia et Ophelia
Cordelia est un bon exemple du second type d'effet que peut produire un satellite berger. En effet, cette lune accélère les particules environnantes grâce à sa vitesse orbitale élevée. Elle les dirige vers une orbite supérieure. Ophelia produit l'effet contraire. Effectivement, sa vitesse orbitale plus basse ralentit les particules. L'effet combiné de ces deux satellites rend l'anneau qu'elles entourent très étroit et défini.